# Ombre portée

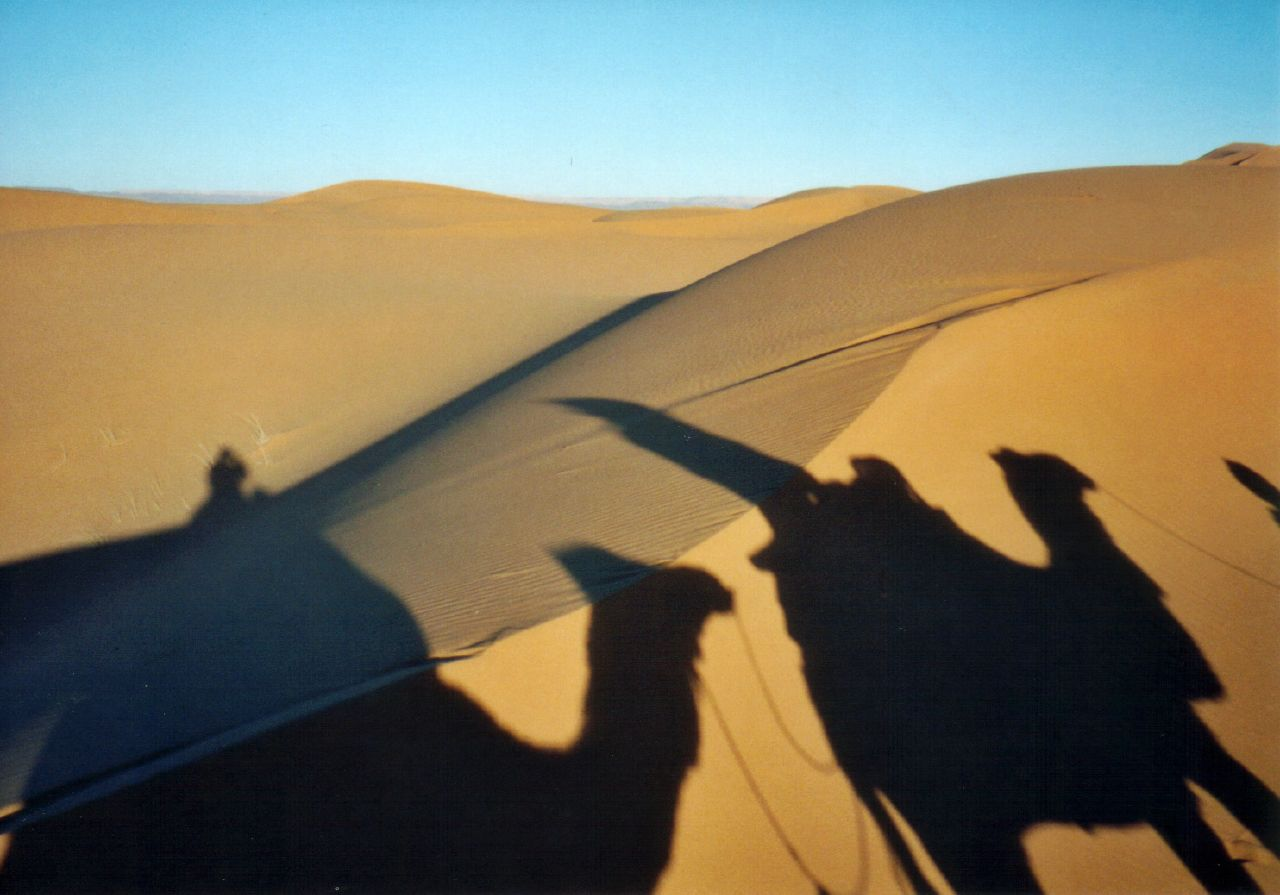
Ombre portée de dromadaires dans le désert.

L'ombre portée est la zone soustraite aux rayons lumineux incidents par un objet sur son support. L'expression désigne aussi sa représentation dans un dessin ou une peinture.

## Géométrie
Le tracé des ombres portées se calcule par des procédés analogues à ceux de la perspective. Quand la source de lumière est très éloignée, les rayons sont approximativement parallèles. Si la source est proche, les rayons divergent.
La netteté des contours de l'ombre portée dépend de l'extension de la source et de la diffusion de la lumière.

## Arts

### Arts graphiques

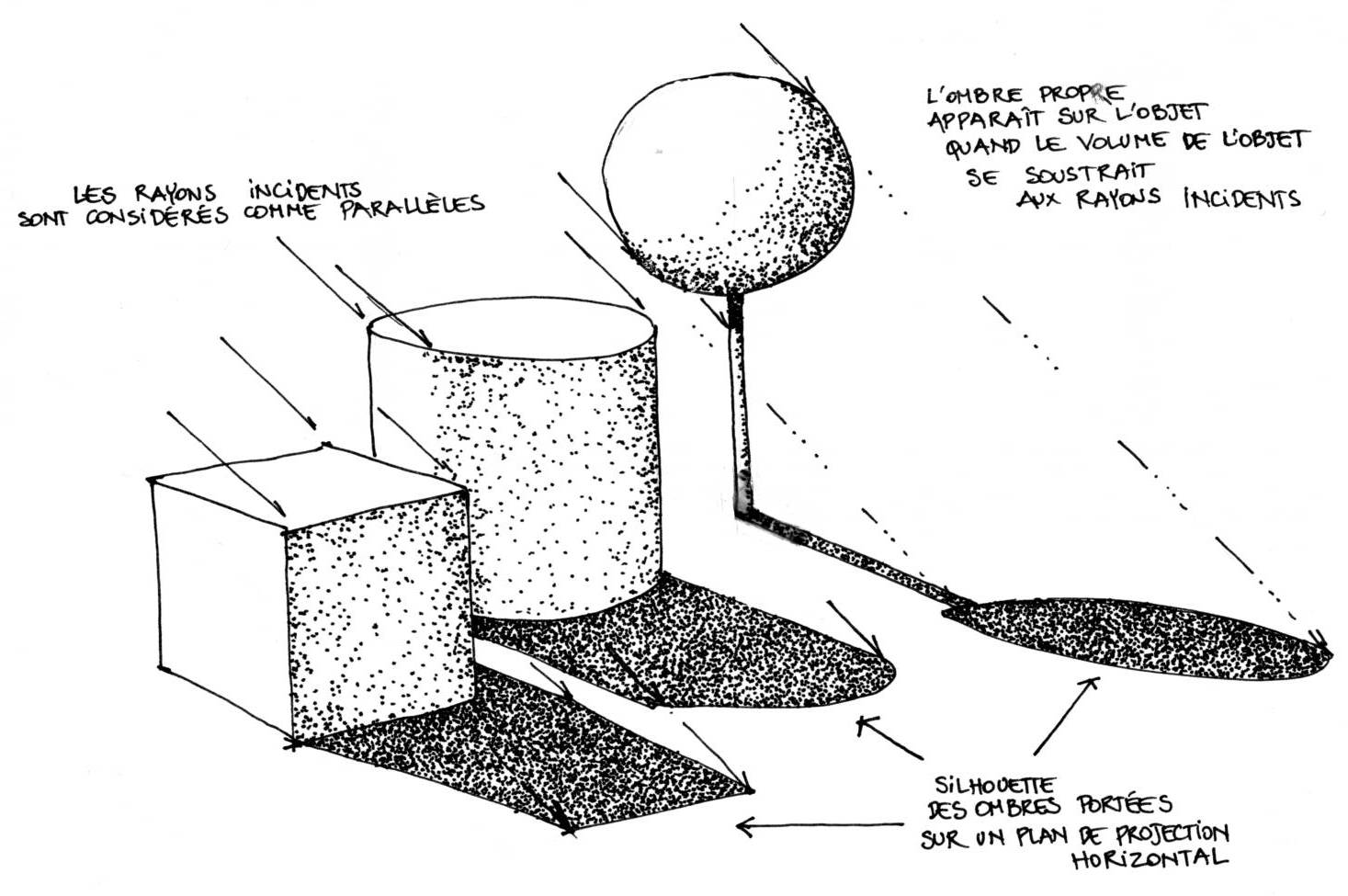
ombre portée et ombre propre

L'ombre portée est, dans le mythe grec du potier Boutadès, à l'origine de la peinture figurative.
La représentation des ombres portées en peinture apparaît en Europe au début de la Renaissance.
De façon conventionnelle, en dessin technique et en dessin d'architecture, l'ombre portée sera d'une valeur plus dense (plus sombre) que l'ombre propre ; la lumière vient de la gauche et ses rayons parallèles tombent à 45° dans le plan vertical. Sur une façade, elle tombe à 45° dans le plan horizontal ; le plan du dessin (en élévation) est vertical. Dans ces conditions, les dimensions de l'ombre portée sont toujours supérieures à celles de l'ombre propre d'un objet vertical ou horizontal.

### Littérature
Les ombres portées sont riches d'associations, permettant allégories et métaphores. L’ombre portée d'un évènement ou d'une pratique passée désigne ainsi couramment ses répercussions.
Dans l'allégorie de la caverne de Platon, les ombres représentent la connaissance imparfaite que les habitants du souterrain ont du monde extérieur.
L'association de l'ombre et du corps sera un thème de méditation pour Adelbert von Chamisso qui en tire en 1813 le conte Peter Schlemihl.
Dans le théâtre d'ombres, le spectateur voit les ombres portées d'objets intercalés entre la source de lumière et un écran. L'expression « théâtre d'ombres » est aussi une métaphore courante pour désigner un simulacre.